# Maxime Bernauer
Maxime Bernauer, né le 1er juillet 1998 à Hennebont en France, est un footballeur français qui évolue au poste de défenseur central à l'AS Saint-Étienne.

## Biographie

### En club
Né à Hennebont en France, Maxime Bernauer commence le football dans le club local de la Garde du Vœu d'Hennebont avant de rejoindre le FC Lorient où il reste pendant quelques années avant de prendre la direction du US Montagnarde. Il est ensuite formé par le Stade rennais FC, qu'il rejoint en 2013. En juin 2019 il est prêté à l'US Concarneau.
Après une saison pleine en prêt à l'US Concarneau, Bernauer quitte définitivement le Stade rennais pour rejoindre Le Mans FC.
Le 14 juillet 2021, Maxime Bernauer s'engage en faveur du Paris FC. Il signe un contrat de trois ans.
Bernauer joue son premier match avec le Paris FC le 24 juillet 2021 lors de la première journée de la saison 2021-2022 de Ligue 2 face au Grenoble Foot 38. Il est titularisé et délivre une passe décisive pour Gaëtan Laura sur l'ouverture du score. Il participe ainsi à la victoire de son équipe par quatre buts à zéro.
Maxime Bernauer rejoint la Croatie et le Dinamo Zagreb lors de l'été 2023. Le transfert est annoncé en juin 2023 et il signe un contrat courant jusqu'en juin 2027.
Il joue son premier match pour le Dinamo le 29 juillet 2023, lors d'une rencontre de championnat face au NK Istra 1961. Il est titularisé et son équipe s'impose par trois buts à zéro.
Le 2 février 2025, il est prêté à l'AS Saint-Étienne avec une option d'achat.
Le 11 juin 2025, l'ASSE lève l'option d'achat pour Maxime Bernauer. Le défenseur s'engage définitivement avec les Verts pour un contrat courant jusqu'en juin 2027,.

### En sélection
Maxime Bernauer représente l'équipe de France des moins de 17 ans en 2014, pour deux matchs joués.

## Statistiques
| Saison                | Club                    | Championnat           | Championnat | Championnat | Championnat | Coupe(s) nationale(s) | Coupe(s) nationale(s) | Coupe(s) nationale(s) | Compétition(s) continentale(s) | Compétition(s) continentale(s) | Compétition(s) continentale(s) | Compétition(s) continentale(s) | Total | Total | Total |
| Saison                | Club                    | Division              | M.          | B.          | P.d.        | M.                    | B.                    | P.d.                  | Comp.                          | M.                             | B.                             | P.d.                           | M.    | B.    | P.d.  |
| 2019-2020             | US Concarneau (prêt)    | National              | 25          | 0           | 2           | 2                     | 0                     | 0                     | -                              | -                              | -                              | -                              | 27    | 0     | 2     |
| 2020-2021             | Le Mans FC              | National              | 32          | 0           | 2           | 2                     | 0                     | 0                     | -                              | -                              | -                              | -                              | 34    | 0     | 2     |
| 2021-2022             | Paris FC                | Ligue 2               | 31          | 1           | 1           | 2                     | 0                     | 0                     | -                              | -                              | -                              | -                              | 33    | 1     | 1     |
| 2022-2023             | Paris FC                | Ligue 2               | 35          | 1           | 3           | 3                     | 0                     | 0                     | -                              | -                              | -                              | -                              | 38    | 1     | 3     |
| Sous-total            | Sous-total              | Sous-total            | 66          | 2           | 4           | 5                     | 0                     | 0                     | -                              | -                              | -                              | -                              | 71    | 2     | 4     |
| 2023-2024             | Dinamo Zagreb           | Prva Liga             | 17          | 1           | 1           | 3                     | 1                     | 0                     | C1+C4                          | 1+5                            | 0                              | 0                              | 26    | 2     | 1     |
| 2024-2025             | Dinamo Zagreb           | Prva Liga             | 9           | 0           | 0           | -                     | -                     | -                     | C1                             | 8                              | 0                              | 0                              | 17    | 0     | 0     |
| Sous-total            | Sous-total              | Sous-total            | 26          | 1           | 1           | 3                     | 1                     | 0                     | -                              | 14                             | 0                              | 0                              | 43    | 2     | 1     |
| 2024-2025             | AS Saint-Étienne (prêt) | Ligue 1               | 11          | 0           | 0           | -                     | -                     | -                     | -                              | -                              | -                              | -                              | 11    | 0     | 0     |
| Total sur la carrière | Total sur la carrière   | Total sur la carrière | 160         | 3           | 9           | 12                    | 1                     | 0                     | -                              | 14                             | 0                              | 0                              | 186   | 4     | 9     |

## Palmarès
Sous les couleurs du Dinamo Zagreb, Maxime Bernauer est champion de Croatie en 2024 et remporte la Coupe de Croatie en 2024 ainsi que la Supercoupe de Croatie en 2023.